# 케플러-16b
케플러-16b(Kepler-16b)는 229일 주기로 케플러-16 쌍성계를 공전하는 외계 행성으로, 크기는 대략 토성 정도이며 암석과 얼음의 구성 비율이 각각 절반 정도이다. 케플러-16b는 쌍성주위 행성 중 주계열성을 공전하는 행성으로서는 최초로 발견되었으며, 정식 명칭은 케플러-16 (AB)-b(Kepler-16 (AB)-b)이다.
케플러-16b는 쌍성계에서 행성이 형성될 수 없을 정도로 가까운 지역에 위치하고 있다. 일반적으로 쌍성계에서 행성이 안정적으로 존재하기 위해서는 항성 사이의 거리보다 행성의 궤도가 7배 가량 멀어야 하는데, 케플러-16b의 궤도 긴반지름은 이 절반 정도밖에 되지 않는다.
케플러-16b의 궤도는 생명체 거주가능 영역의 바깥쪽 끄트머리에 걸쳐 있긴 하나, 거대 기체 행성으로서 표면 온도는 −100 ~ −70 °C 정도이다.

## 발견
케플러-16b는 2011년 케플러 우주 망원경의 관측 결과를 이용한 통과법을 통해 발견하였다. 케플러-16b로 인해 일어난 모든 식과 통과를 종합하여 케플러-16 항성계의 모든 천체의 질량과 크기를 매우 정밀하게 측정할 수 있었는데, 케플러-16b 대표 발견자인 로런스 도일은 이를 두고 "(케플러-16b는) 태양계 바깥 행성 중 가장 측정이 잘 된 행성이라고 믿는다"고 밝혔다. 대표적으로 케플러-16b의 반지름 오차는 0.3% 정도인데, 이는 2011년 9월 당시 기준 발견된 외계행성 중 가장 정확한 수치였다.
지구 기준에서 케플러-16b는 반성을 2014년에, 주성을 2018년에 통과하였으며, 2042년까지는 식 현상을 다시 관측할 수 없다.
2021년에는 케플러-16b를 이용해 최초로 시선 속도법을 이용한 쌍성주위 행성의 관측이 가능함을 검증하였으며, 이 결과를 이용해서 2023년에는 쌍성주위 행성인 TOI-1338 b를 시선 속도법을 이용한 것으로는 최초로 발견하기도 하였다.

### 명칭
케플러-16b의 발견을 공표한 자료에서는 "제22조의 관행을 따라, 이 천체를 케플러-16 (AB)-b, 또는 혼동의 여지가 없을 경우 "b"라고 표기할 수 있다"고 언급하였다. SIMBAD에서는 "케플러-16 (AB)-b", 외계 행성 백과사전에서는 "케플러-16 (AB) b"라고 표기하고 있다.

## 특징

### 반지름 및 온도
케플러-16b는 거대 기체 행성으로 표면이 존재하지 않으며, 반지름은 0.77 RJ로 토성보다 약간 작다. 평균 온도는 188 K (-85 °C) 정도이다.

### 주성
케플러-16b는 쌍성주위 궤도를 돌고 있다. 케플러-16은 K형 및 M형 주계열성으로 이루어진 쌍성계로, 두 항성은 서로를 41일에 걸쳐 공전한다. 항성의 질량은 각각 0.68 M☉ 및 0.20 M☉, 반지름은 0.64 R☉ 및 0.22 R☉, 표면 온도는 4450 K 및 3311 K, 광도는 태양의 14% 및 0.5%이다. 항성의 물리적 성질과 궤도 형태를 통해 추정한 항성계의 나이는 약 20억 년이다.

### 궤도

케플러-16 항성계의 상상도. 주성인 케플러-16A (노랑), 반성인 케플러-16B (빨강), 행성인 케플러-16 (AB)-b (보라) 순으로 나타나 있다.

케플러-16b는 엄밀한 의미에서 두 항성 사이의 질량중심을 공전한다. 공전 주기는 228일, 궤도 긴반지름은 0.704 AU이다. 이는 금성의 궤도 긴반지름(0.71 AU)과 비슷하다. 케플러-16b는 현재 궤도에서 만들어진 것이 아니라 다른 곳에서 만들어진 후 현재 위치까지 이동하였다고 여겨지는데, 이 경우 케플러-16b의 궤도 이심률이 낮은 점을 설명하기 어렵다는 문제가 있다.

## 거주 가능성
케플러-16 항성계의 거주가능 영역은 쌍성계의 질량 중심에서 5,500만~1억 600만 킬로미터 가량 펼쳐져 있는데, 케플러-16b의 궤도 긴반지름은 1억 400만 킬로미터 정도로 거주가능 영역의 외곽에 위치해 있다. 기체 행성 자체에 생명체가 존재할 가능성은 낮으나, 텍사스 대학교 오스틴에서 진행한 시뮬레이션 결과에 의하면 거주가능 영역 중심에 위치하던 지구형 행성이 섭동으로 바깥으로 이동하는 과정에서 케플러-16b에 위성으로 포획되었을 가능성이 있다. 이에 더해, 1억 4,000만 킬로미터 거리에서 공전하는 행성이 존재할 가능성도 제기되었으며, 이 경우 이산화 탄소나 메테인 등 온실 기체가 충분할 경우 표면에 물이 액체 상태로 존재할 수도 있다.
조석 효과로 인해 위성에 판 구조가 생겨날 수 있으며, 이 경우 위성에 화산 활동이 일어나 온도가 떨어지지 않고 유지되며 다이너모가 발생해 자체적으로 자기장을 만들 수도 있다.
대기가 지구와 비슷한 상태로 유지되려면 위성의 밀도는 대략 화성과 비슷해야 하며 질량은 0.07 M🜨 이상이어야 한다. 항성풍으로 인한 스퍼터링 효과를 줄이기 위해서는 위성에 강한 자기장이 존재해야 하는데, 갈릴레오 탐사선이 질량이 0.025 M🜨밖에 되지 않는 가니메데에서 자기장을 감지한 적이 있는 만큼 가능성은 존재한다.

## 창작물과의 관계

NASA에서 제작한 케플러-16b의 "여행 광고".

모항성 케플러-16이 쌍성계이기 때문에, 케플러-16b에서 케플러-16을 바라보면 하늘에 해가 2개 떠 있는 것처럼 보인다. 이 모습은 스타워즈의 무대로 등장하는 타투인 행성과 비슷하기 때문에 발견 이후 케플러-16b를 "타투인"으로 부르는 경우도 있었다. 스타워즈의 제작사 루카스필름의 VFX 감독관 존 크놀은 이를 보고 "과학이 창작물보다 더 이상하고 기묘하다는 것을 다시금 보게 되었다"며, "이러한 발견이 앞으로 다양한 작품에 영감을 주어 상상 이상의 세계로 가능성을 넓힐 것이다"고 호평하였다.
다만 타투인은 사막으로 뒤덮인 지구형 행성이라는 설정이나 케플러-16b는 표면이 존재하지 않는 목성형 행성으로 영화와 유사한 형태의 농업은 불가능하다. 또한 타투인에서 보는 모항성은 상대적인 위치가 변하지 않지만, 케플러-16b는 두 항성의 상대적인 위치가 계속 변화한다는 차이가 있다.